# Priorado de Bridport
O Priorado de Bridport foi um priorado em Dorset, Inglaterra. Um inventário dos bens pertencentes ao Priorado de São João Batista em Bridport foi feito no dia 9 de outubro de 1452, incluindo os livros da missa, vestimentas e utensílios do altar, o mobiliário do salão e da despensa e o equipamento da cozinha.